# María Josefa de Austria (1687-1703)
María Josefa de Austria (6 de marzo de 1687 - 14 de abril de 1703), fue una archiduquesa austriaca que murió en su adolescencia.

## Biografía
Es el octavo vástago pero quinta mujer del emperador Leopoldo I del Sacro Imperio Romano Germánico y Leonor Magdalena de Palatinado-Neoburgo. Era hermana de los emperadores José I y Carlos VI, la reina María Ana de Portugal y la gobernadora de los Países Bajos Austriacos, María Isabel.
No se sabe mucho de su vida, solo que vivió siempre en la corte austriaca y era considerada enfermiza y con poca salud. Murió víctima de viruela a la edad de dieciséis años y fue enterrada en la Cripta de los Capuchinos, mientras que su corazón fue colocado en la Herzgruft de la  Iglesia de los Agustinos. Su padre murió dos años después.